# Rumänische Eishockeyliga 1965/66
Die Saison 1965/66 war die 36. Spielzeit der rumänischen Eishockeyliga, der höchsten rumänischen Eishockeyspielklasse. Meister wurde zum insgesamt zehnten Mal in der Vereinsgeschichte Steaua Bukarest.

## Hauptrunde

### Tabelle
|    | Klub                      |
| -- | ------------------------- |
| 1. | Steaua Bukarest           |
| 2. | Voința Miercurea Ciuc     |
| 3. | Dinamo Bukarest           |
| 4. | Târnava Odorheiu Secuiesc |
| 5. | Știința Bukarest          |
| 6. | Știința Cluj              |

Sp = Spiele, S = Siege, U = Unentschieden, N = Niederlagen